# Данау-Сентарум
Данау-Сентарум (индон. Taman Nasional Danau Sentarum) — национальный парк в Индонезии, на острове Калимантан. Расположен в провинции Западный Калимантан, в верхней части бассейна реки Капуас, примерно в 700 км от дельты. Включает в себя систему озёр и болот.
Заповедник с площадью 800 км² был организован в 1982 году, а в 1994 году был расширен до 1320 км² и стал объектом Рамсарской конвенции. В 1999 году был объявлен национальным парком, однако организация, управляющая парком, начала свою работу только в 2006 году.

## Фауна
Парк служит домом для 240 видов рыб, 237 видов птиц (таких, например, как малайский шерстистошейный аист и фазан аргус) и 143 видов млекопитающих. Из млекопитающих 23 вида являются эндемиками Калимантана, в том числе носачи. Кроме того здесь обитает довольно большая популяция орангутанов. 26 видов рептилий включают в себя гавиалового крокодила и гребнистого крокодила.